# Philibert Fressinet

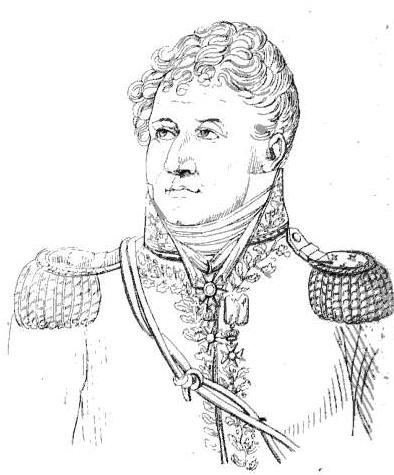
General Fressinet

Philibert Fressinet (* 21. Juli 1767 in Marcigny; † 2. August 1821 in Paris) war ein französischer Général de division.

## Leben
Fressinet kam als Kadett in die königliche Armee und macht dort schon bald Karriere. Angetan von den Ideen der Revolution wurde er auch früh ein Parteigänger Napoleons.
Fressinet nahm an Napoleons Italienfeldzug teil und zeichnete sich auch in der Helvetischen Republik durch Tapferkeit aus. So besiegte er am 30. April 1798 bei Wollerau die aufständischen Glarner.
Unter General Dessoles kämpfte er 1799 bei Taufers und am 25. Dezember 1800 am Mincio.
Er schloss sich der Invasionsarmee von General Charles Victoire Emmanuel Leclerc an und segelte nach Saint-Domingue (Hispaniola) um gegen die Aufständischen unter Toussaint Louverture zu kämpfen. Nach dem Tod General d’Ostins kehrte Fressinet Anfang 1803 wieder nach Frankreich zurück. Nach weiteren Beförderungen kam er in den Stab von Marschall Louis-Alexandre Berthier.
Fressinet nahm 1812 am Russlandfeldzug teil und zeichnete sich bei Großgörschen (2. Mai 1813) durch Tapferkeit aus.
Im Frühjahr 1814 stand er mit seiner Division unter dem Vizekönig Eugen Beauharnais in Norditalien und kämpfte am 8. Februar im Korps des General Verdier in der Schlacht am Mincio. Nach Napoleons Abdankung schloss sich Fressinet im März 1814 dem Haus Bourbon an. Als Napoleon die Insel Elba verließ und dessen „Herrschaft der Hundert Tage“ begann, stellte er sich wieder an die Seite des Kaisers. Nach der Schlacht bei Waterloo (18. Juni 1815) verließ er die Armee und während der Restauration ging er ins Exil. Als er am 1. Dezember 1819 wieder zurück nach Frankreich kam, wurde er sofort inhaftiert.
Anfang 1820 kam er wieder frei, bekam aber keinerlei Ämter mehr zugesprochen. Zwölf Tage nach seinem 54. Geburtstag starb Philibert Fressinet am 2. August 1821 in Paris und fand dort auch seine letzte Ruhestätte.

## Ehrungen
- 1813 Baron de l’Émpire
- Commandeur der Ehrenlegion

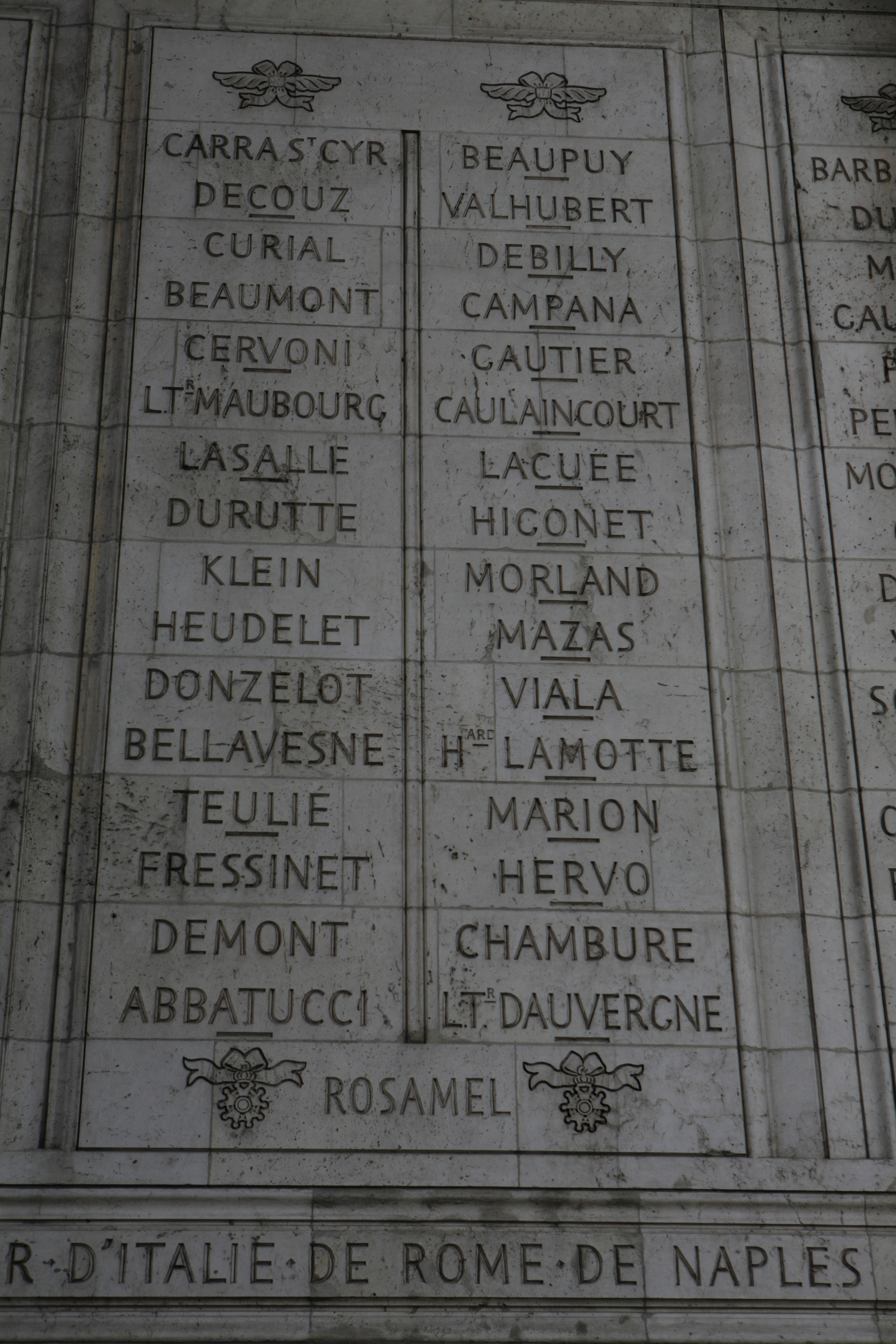
Name am Arc de Triomphe

- Commandeur des Ordens des heiligen Joseph
- Sein Name findet sich am östlichen Pfeiler (17. Spalte) des Triumphbogens am Place Charles-de-Gaulle (Paris).